# یواس‌اس سارگو (اس‌اس‌ان-۵۸۳)
یواس‌اس سارگو (اس‌اس‌ان-۵۸۳) (به انگلیسی: USS Sargo (SSN-583)) یک زیردریایی بود که طول آن ۲۶۷ فوت ۷ اینچ (۸۱٫۵۶ متر) بود. این زیردریایی در سال ۱۹۵۷ ساخته شد.